# Валдемаршвик (община)
Община Валдемаршвик (на шведски: Valdemarsviks kommun) е разположена в лен Йостерйотланд, югоизточна Швеция с обща площ 782 km2 и население 7585 души (към 31 декември 2013). Административен център на община Валдемаршвик е едноименния град Валдемаршвик.